# Margarita Frigola Prats
Margarita Frigola Prats (la Bisbal d'Empordà, Baix Empordà, 7 de març de 1954 - Corçà, Baix Empordà, 20 de maig de 1987) fou una atleta catalana especialitzada en curses de llarga distància.
Membre del Club Atlètic Bisbalenc, va ser atleta de fons que guanyà tres vegades els 100 km de Santander els anys 1983, 1985 i 1986. També es proclamà campiona d'Espanya després de btre el rècord el 1985 amb 10h.15'34" i l'any següent baixant la seva marca a 9h.29'25", i establí un nou rècord de Catalunya en l'altra el 1985. L'any 2014 la seva marca ocupa l'onzè lloc dins del rànquing d’Espanya absolut femení. Morí en ser atropellada mentre entrenava al terme de Corçà, mentre portava a terme el recorregut de 15 quilòmetres que feia diàriament. La seva germana Catalina (31 de març de 1963), també fou atleta de fons i es proclamà campiona de Catalunya de marató el 1982.
En reconeixement d'aquesta atleta bisbalenca, la Bisbal d'Empordà, va donar el nom d’“Espai Margarita Frigola Prats” a un espai esportiu del sector del Bosquetet d'aquesta població.